# Adm – Agentur für Dialogmarketing
Die adm – Agentur für Dialogmarketing GmbH ist ein deutscher Callcenter-Dienstleister. Er gehört nach seiner Mitarbeiterzahl zu den größten Callcentern in Deutschland und war einer der Pioniere auf dem deutschen Callcenter-Markt.
adm beschäftigt an den fünf Standorten Anklam, Berlin, Kiel, Mannheim und Rostock 3.200 Mitarbeiter. Diese arbeiten in Projekten im In- und Outbound für die Branchen Healthcare, Energie, Finanzdienstleistungen/Versicherungen, ITK sowie Verlage. Das Dienstleistungsspektrum von adm reicht von der technischen Hotline über die Information und Beratung zu den verschiedensten Produkten und Dienstleistungen bis hin zum Direktverkauf am Telefon.

## Geschichte
Das Unternehmen wurde 1993 in Mannheim gegründet. 1997 war die Eingliederung des Bereiches „klassische Werbung“ in das Portfolio sowie die Gründung der adm Werbeagentur, heute unter dem Namen subkutan aktiv. 1999 folgte die Eröffnung des Standortes Berlin mit 350 Seats. 2004 erfolgte die Gründung von rentable. 2005 kam es zur Eröffnung des dritten Standortes in Rostock & Gründung von adato. 2007 war die Eröffnung des vierten Standortes in Anklam, 2009 übernahm sie die freenet Customer Care GmbH (fCC) mit Sitz in Kiel. Die adm group wurde 2009 zunächst Teil der PREMIUMcommunications Group und ging dann im Rahmen deren Markenumstellung im Jahr 2011 in die avocis Gruppe über.
Das Unternehmen ist Mitglied im internationalen Callcenter-Netzwerk „Marketpoint“ und im Call Center Forum Deutschland e. V. Es ist Charity-Partner von Nummer gegen Kummer e. V.

## Standorte
- Mannheim (seit 1993)
- Berlin (seit 1999)
- Rostock (seit 2005)
- Anklam (seit 2007)
- Kiel (seit 2009)